# Augusto Di Stanislao
Augusto Di Stanislao (Mosciano Sant'Angelo, 30 giugno 1956) è un politico italiano.

## Biografia
Laureato in sociologia, è psicologo e psicoterapeuta. Già consigliere comunale a fine anni '80 per il Partito Comunista Italiano, nel 1993 viene eletto con il Partito Democratico della Sinistra, sindaco di Colonnella (comune del teramano) e nel 1997 ottiene il secondo mandato. In quegli anni è nominato dall'Unicef “Sindaco difensore dell'infanzia” in seno all'Associazione nazionale comuni italiani e membro del Direttivo regionale e responsabile della Consulta dei piccoli comuni. Inoltre è uno dei fondatori dell'“Unione dei comuni Città Territorio-Val Vibrata” e della Fondazione Abruzzo Europa.
Nel 2000 diventa Consigliere regionale, eletto nelle liste dei DS (che sostenevano la candidatura a Presidente di Antonio Falconio, le elezioni furono vinte dal centrodestra con Giovanni Pace). Viene rieletto consigliere nella tornata successiva del 2005 con i DS, ma nell'ottobre 2007 si iscrive al gruppo consiliare dell'Udeur.
In occasione del rimpasto della giunta a giugno 2008 lascia l'Udeur, aderisce all'Italia dei Valori e diventa assessore, ma si dimette nel luglio dello stesso anno a seguito dell'arresto del Presidente Ottaviano Del Turco, a seguito del quale Idv esce dalla giunta regionale.
Primo dei non eletti dell'Idv nella circoscrizione Abruzzo alle politiche 2008, entra poi alla Camera dei deputati il 3 febbraio 2009 in sostituzione di Carlo Costantini (che ha optato per il Consiglio Regionale) ed è membro della in commissione Difesa. Conclude il proprio mandato parlamentare nel 2013.